# عرا (نعمان)

تعديل مصدري - تعديل

عرا هي إحدى قرى عزلة الوسط بمديرية نعمان التابعة لمحافظة البيضاء، بلغ تعداد سكانها 113 نسمة حسب تعداد اليمن لعام 2004.